# 마를린 호리스
마를레인 호리스(Marleen Gorris, 1948년 12월 9일 ~ )는 네덜란드의 영화 감독, 영화 각본가이다. 1995년 영화 《안토니아스 라인》을 통해 아카데미 외국어영화상을 수상했으며, 영화는 아카데미상을 수상한 최초의 여성 감독 연출 장편영화 작품이 되었다.

## 작품 목록

### 영화
- 침묵에 대한 의문 (1982)
- 깨진 거울 속의 여인들 (1984)
- 최후의 섬 (1990)
- 안토니아스 라인 (1995)
- 댈러웨이 부인 (1997)
- 체스왕 루진 (2000)
- 캐롤라이나 (2003)
- 소용돌이 속에서 (2009)